# 锡尔维什城堡

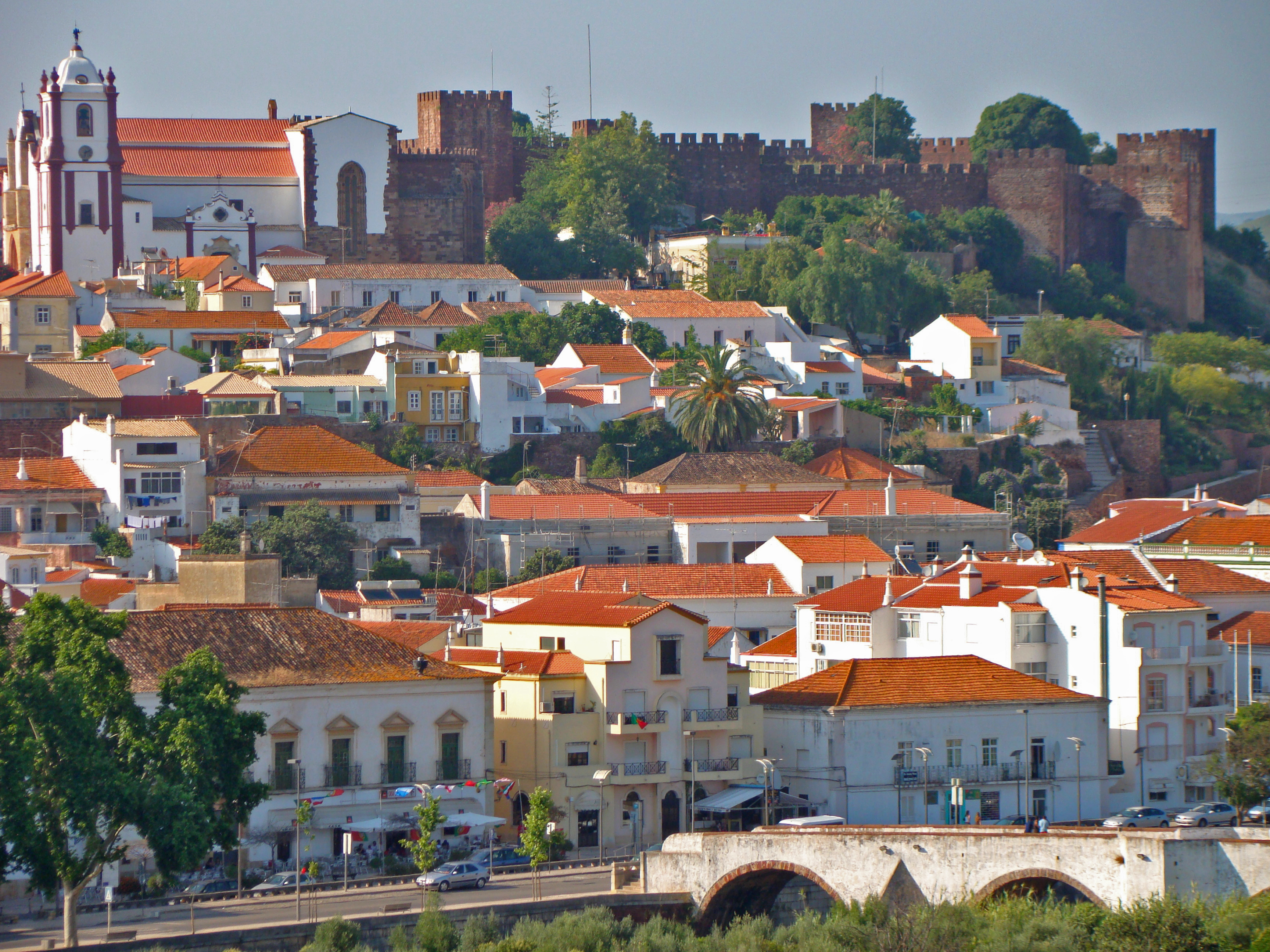
锡尔维什城堡

锡尔维什城堡位于葡萄牙南部阿尔加维大區城市锡尔维什的制高点，建于公元8-13世纪，为葡萄牙保存最好的摩尔人城堡，1910年被列为国家古迹。

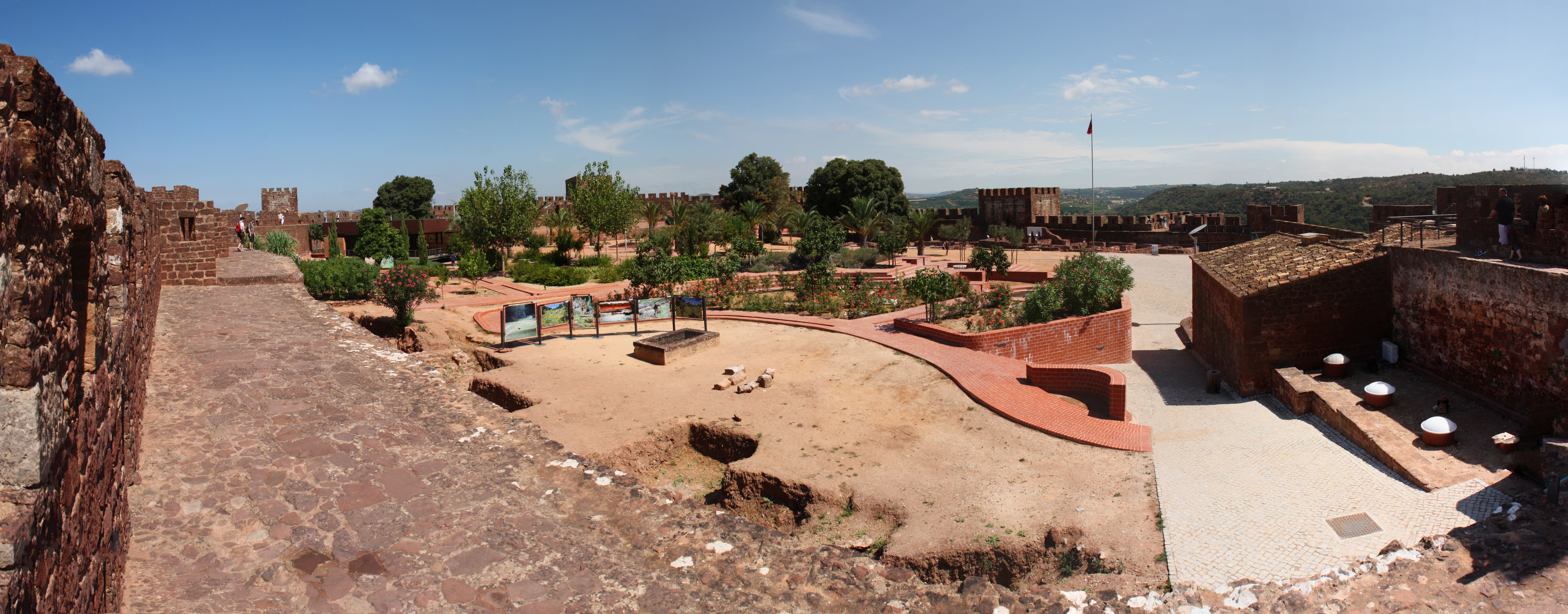
锡尔维什城堡

37°11′28″N 8°26′17″W / 37.191°N 8.438°W